# Viaduc de Souzain
Le viaduc de Souzain a été conçu en 1903 par Louis Harel de la Noë pour les chemins de fer des Côtes-du-Nord. Détruit le 27 juin 1995 du fait de sa vétusté, il était situé entre les villes de Saint-Brieuc et de Plérin.

## Description

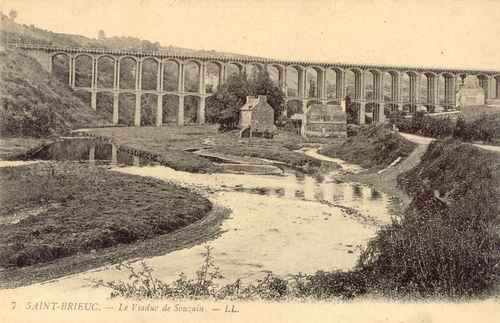
Vue de face

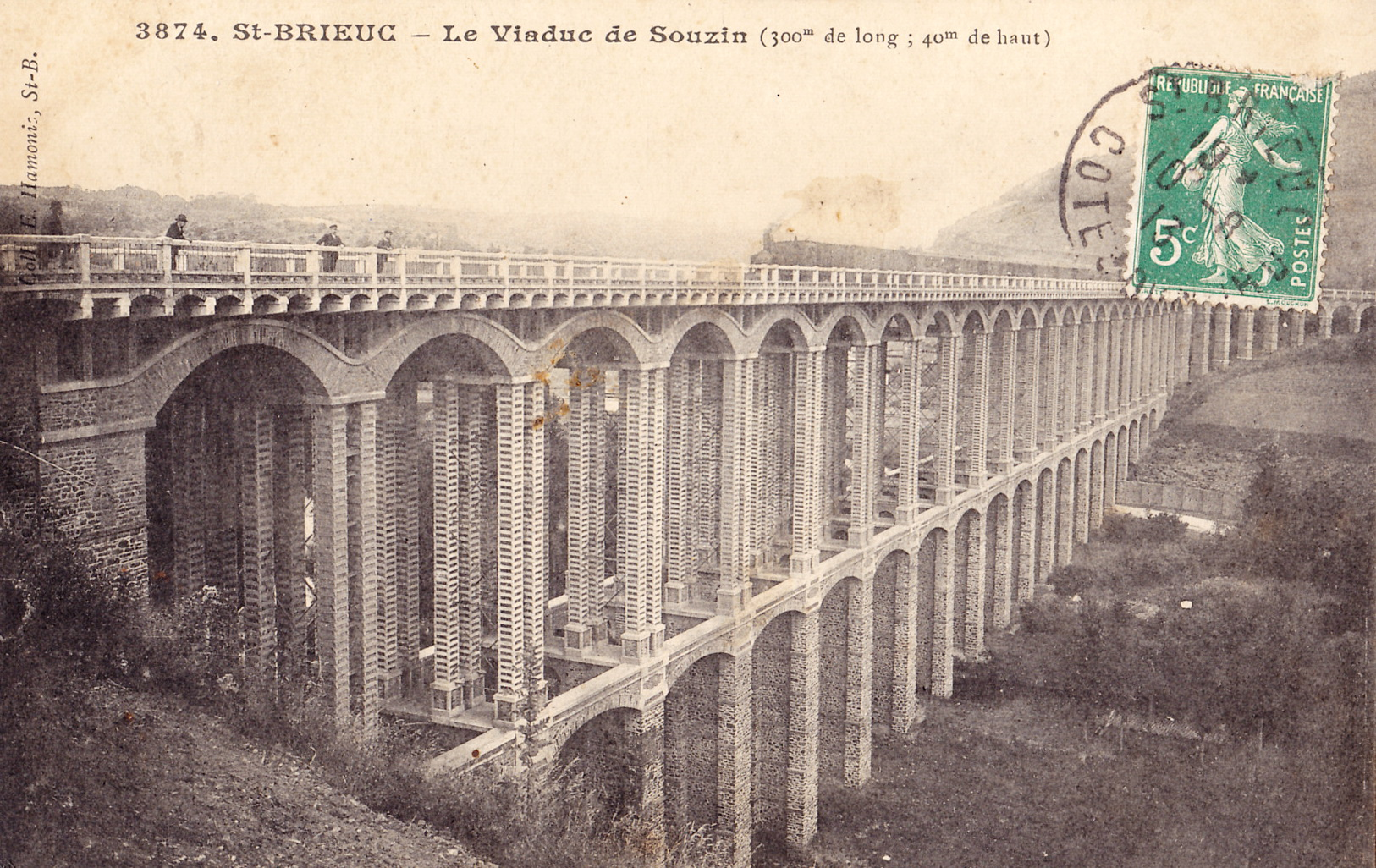
Vue de trois quarts.

Ce viaduc construit entre 1903 et 1905 sous la direction d'Harel de La Noë était principalement un ouvrage en maçonnerie. Il comportait 3 ouvrages différents : 
- Un ouvrage d’accès de 9 travées droites continues en béton armé de 5,10 m entre axes rive gauche (côté Plérin).
- Un viaduc principal de 210 m de longueur comportant 23 arches surbaissées en maçonnerie de 9,00 m d’entre axe et rehaussé par des pilettes en béton armé de 15 m de haut.
- Un ouvrage secondaire qui se détache de l’ouvrage principal et support de la ligne du Phare, d’une longueur de 47 m pour 8 arches maçonnées courbes.

Ses principales caractéristiques sont :
- longueur totale : 259 m
- hauteur : 32,60 m
- largeur : 10,80 m

## Historique

### Contexte et origine du projet
En 1900, les Côtes-du-Nord sont un département à prédominance agricole. Leur démographie accuse une perte de 50 000 habitants en cinquante ans ce qui les porte à 600 000 habitants au début du siècle. Les moyens de transport terrestre sont peu nombreux et les déplacements rares. Le conseil général décide alors de développer la construction de voies de chemin de fer afin de dynamiser l'économie du département.
Le premier train venant de Paris à Saint-Brieuc, préfecture des Côtes-du-Nord, arrive le 7 septembre 1863 sur une ligne appartenant à la Compagnie des chemins de fer de l'Ouest. D'autres lignes seront construites par la suite, notamment Saint-Brieuc - Quintin - Pontivy entre 1871 et 1872, Saint-Brieuc  - Port du Légué en 1887.
Le 21 mars 1900, la construction d'un nouveau réseau de chemin de fer d'intérêt local à voie métrique est déclarée d'intérêt public.

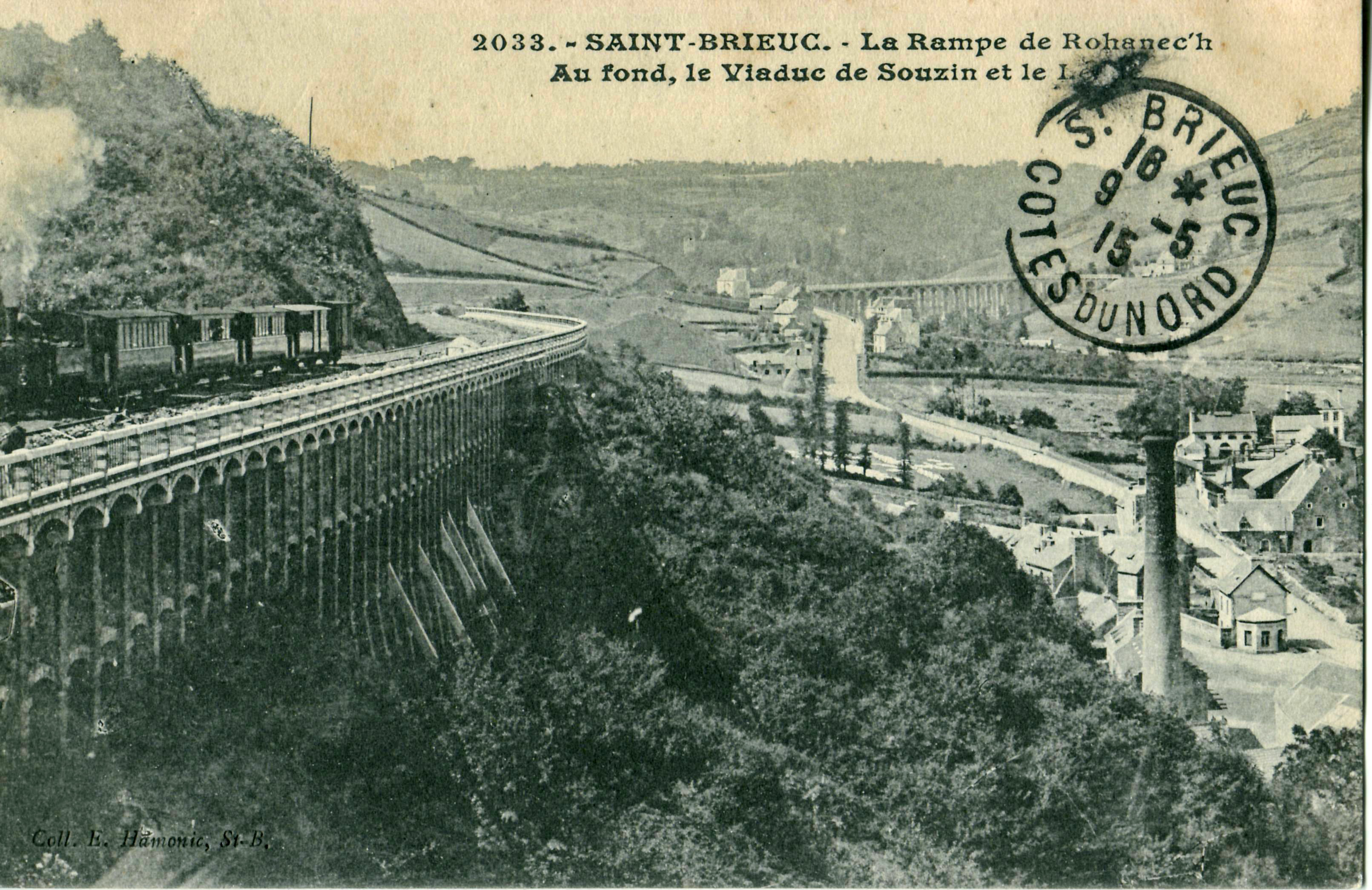
Le viaduc vu depuis la rampe de Rohanec'h où circule une rame des chemins de fer des Côtes-du-Nord, au début du XXe siècle.

Le conseil général confie l'étude des lignes au service des ponts et chaussées sous la direction de M. Montaron. Les études sont délicates et le conseil général s'impatiente. Le 23 août 1901, il décide de faire appel à l'ingénieur conseil Louis Harel de la Noë. Celui-ci rend son rapport le 4 octobre 1901; son étude précise que le coût des travaux est ramené de 67 000 francs du kilomètre. Son projet est adopté par le conseil général. Pour faire baisser le prix, il ne va pas hésiter à innover dans la conception de ses ouvrages d'art et à employer des techniques et des matériaux encore peu connus à l'époque. Il déclarait le 21 août 1902 au conseil général : « Ma tranquillité voudrait que je me contente de chausser tout simplement les vieilles bottes des ingénieurs qui suivent les anciennes méthodes ». Le premier réseau comporte 10 nouvelles lignes dont les lignes Saint-Brieuc – Plouha et Saint-Brieuc – Le Légué (Plérin) dite ligne du Phare.  Ces deux lignes seront supportées à la sortie de Saint-Brieuc par un ouvrage d'art de 259 m de long, d'une hauteur maximum de 32,60 m et d'une largeur entre garde corps de 10,80 m pour enjamber la vallée du Gouët : le viaduc de Souzain.

### La construction et ses techniques
Outre Souzain, de nombreux autres viaducs sont mis en construction pour le premier réseau. Plutôt que de faire appel à des entreprises privées, le conseil général décide de les construire en régie. Ce ne sont pas moins de 120 agents qui sont employés, répartis en équipes d'une vingtaine et dirigés par Harel de la Noë. À partir de 1902, les ouvertures de chantiers se succèdent : Souzain démarrera au printemps 1903. Les ouvriers travaillent 10 h par jour (11 h à partir de 1904), 6 jours sur 7.
La brigade topographique des Ponts et Chaussées implante l'ouvrage et réalise les nivellements. Pour les matériaux, les pierres sont extraites dans une carrière à proximité du chantier. Le ciment arrive de Dunkerque en bateau au port du Légué puis est acheminé par des transporteurs sur le chantier.
Au début de l'été 1903, les fondations sont commencées. Celles des piles sont de type superficiel, réalisées par un patin en béton armé. Elles reposent sur des éboulis schisteux sur le coteau rive gauche (Plérin), sur des graviers compacts dans la vallée du Gouët, et sur le rocher rive droite (Saint Brieuc). Les deux culées maçonnées sont bâties sur le roc, affleurant rive droite, il a fallu creuser côté rive gauche pour l’atteindre.

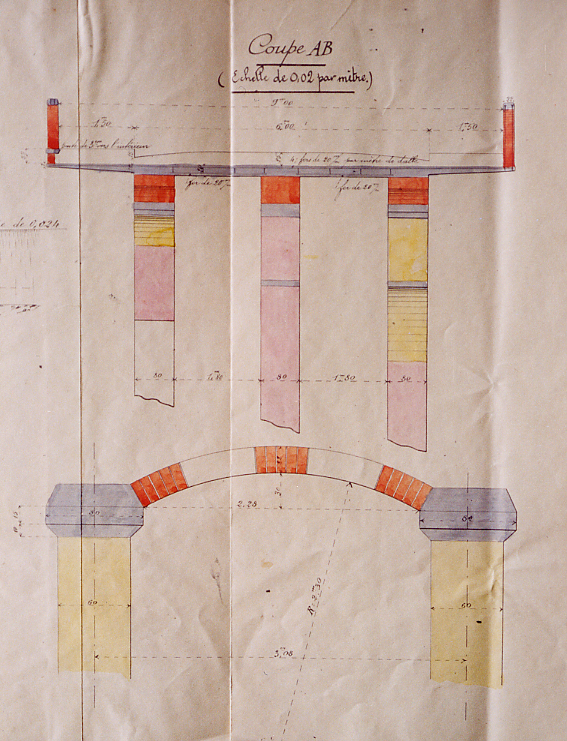
Plan du tablier et des voûtes
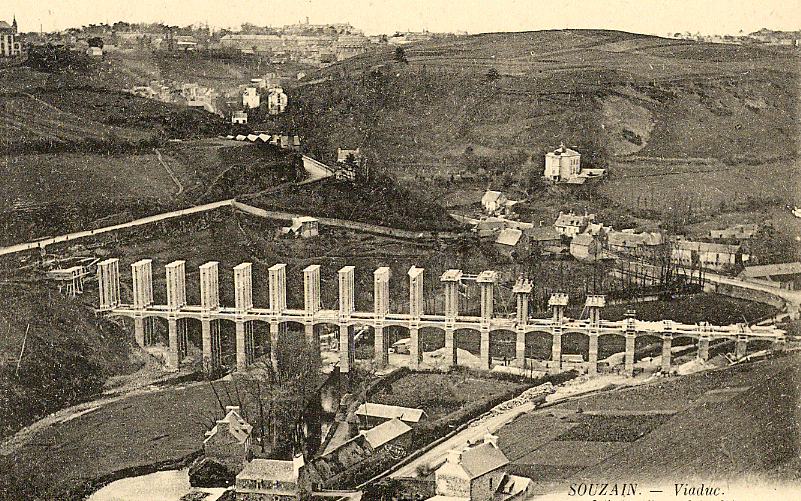
phase de construction des pilettes
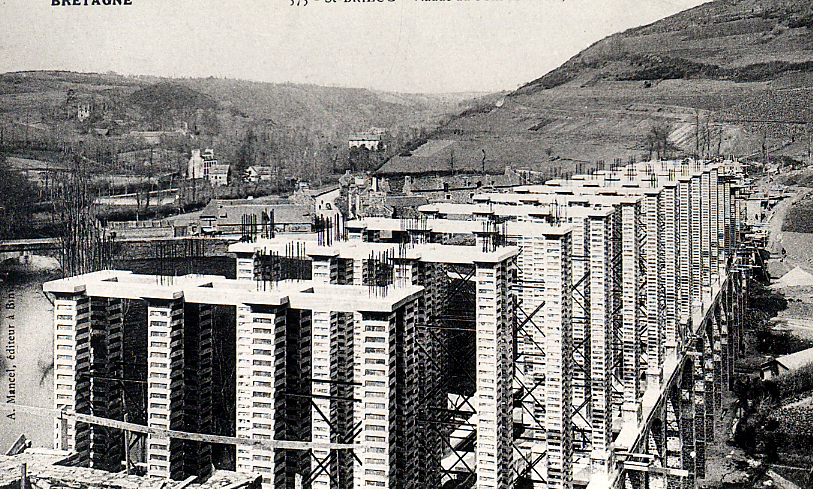
phase de construction des sommiers

Le premier étage des piles est édifié en maçonnerie et mesure 1,90 m de largeur par 8,80 m de longueur pour une hauteur d'environ 10 m. Les pierres extraites à proximité sont grossièrement taillées et la section des piles en forme de I majuscule réduit le volume de matériaux, tout ceci permet de diviser par 4 voire par 5 le prix des ouvrages par rapport aux solutions traditionnelles. Pour éviter la fissuration verticale et pour agrémenter l'ouvrage, on réalise tous les 2 m environ un chaînage en béton armé coffré en périphérie par des briques rouges apparentes. Toutes les piles du premier étage sont reliées à leur sommet par des anneaux de voutes surbaissés, participant du contreventement.

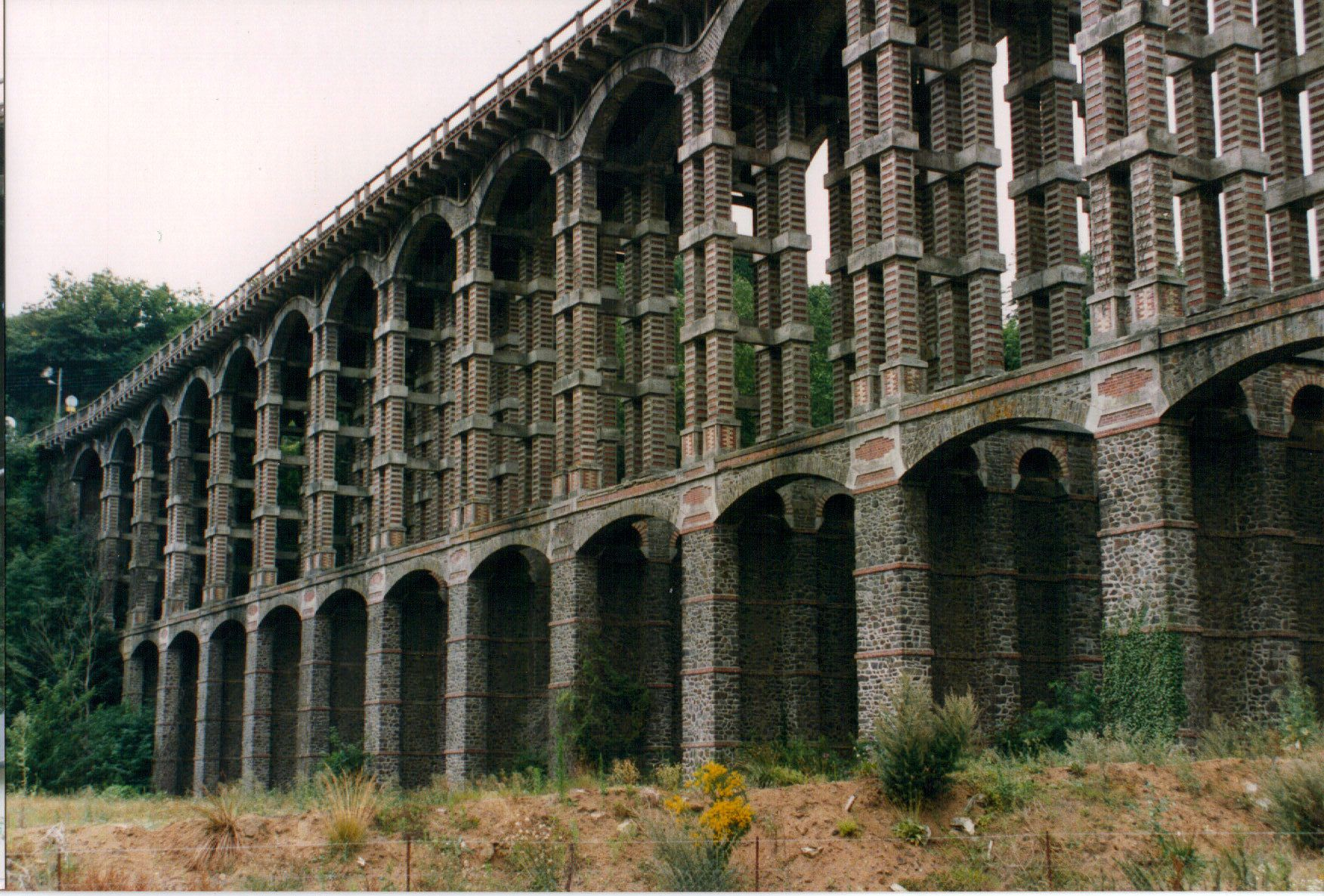
Élévation du viaduc rive droite

Un socle en béton armé est réalisé au-dessus des piles du premier étage et vient accueillir pour chaque pile 8 pilettes de 60 × 60 cm et de 9,55 m de hauteur. Elles sont réalisées en béton armé dosé à 400 kg de ciment Portland par mètre cube, coffrées par des briques bicolores. Les armatures sont des fers ronds de 20 mm de diamètre sans cadres ni étriers. Des cornières métalliques en forme de croix de saint André relient les pilettes entre elles et les contreventent (non visibles sur la photo). Ce mode constructif déjà mis en œuvre par Harel de la Noë sur le viaduc de Toupin apporte selon lui « la solidité, l'aspect, la rapidité d'exécution et l'économie. Ce sont en somme des supports mixtes qui tiennent à la fois des piles en maçonnerie par la nature de leur nervure qui sont en béton armé, et des piles métalliques par évidement et le système de contreventement métallique ». Mais à la différence du viaduc de Toupin, Harel de la Noë n’employa pas de rails de chemin de fer pour armer les pilettes de Souzain.
Les pilettes sont ensuite coiffées par un sommier également en béton armé, servant d'appui aux arches. Les 23 arches maçonnées de 7,10 m d'ouverture reprennent le tablier par l'intermédiaire de potelets et de voutains en brique. Le plancher du tablier est ensuite coulé en place. Les trottoirs du viaduc sont en encorbellement dont le porte-à-faux est de 1,22 m, les entretoises du tablier formant corbeaux.
On déplora la mort d'un ouvrier durant la construction de ce viaduc en juillet 1904 à la suite d'une chute d'échafaudage de plus de 24 mètres de hauteur.
Les travaux du viaduc s'achèvent fin 1904 après la pose du ballast et des rails. Les épreuves par poids mort et poids roulant commencent le 14 janvier 1905 et concluent à la solidité du pont.

### Exploitation du viaduc

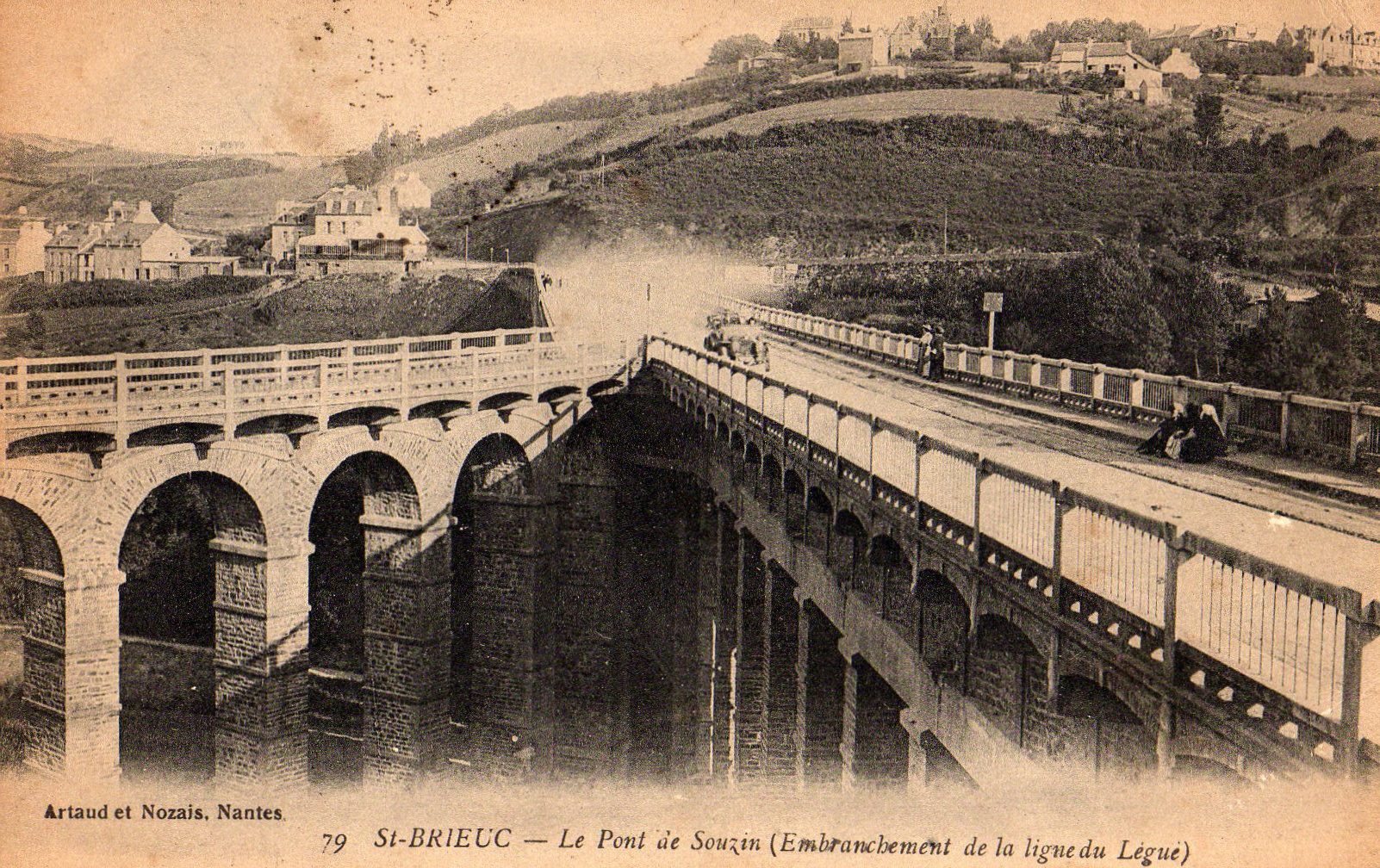
Le décrochement de la ligne du Phare

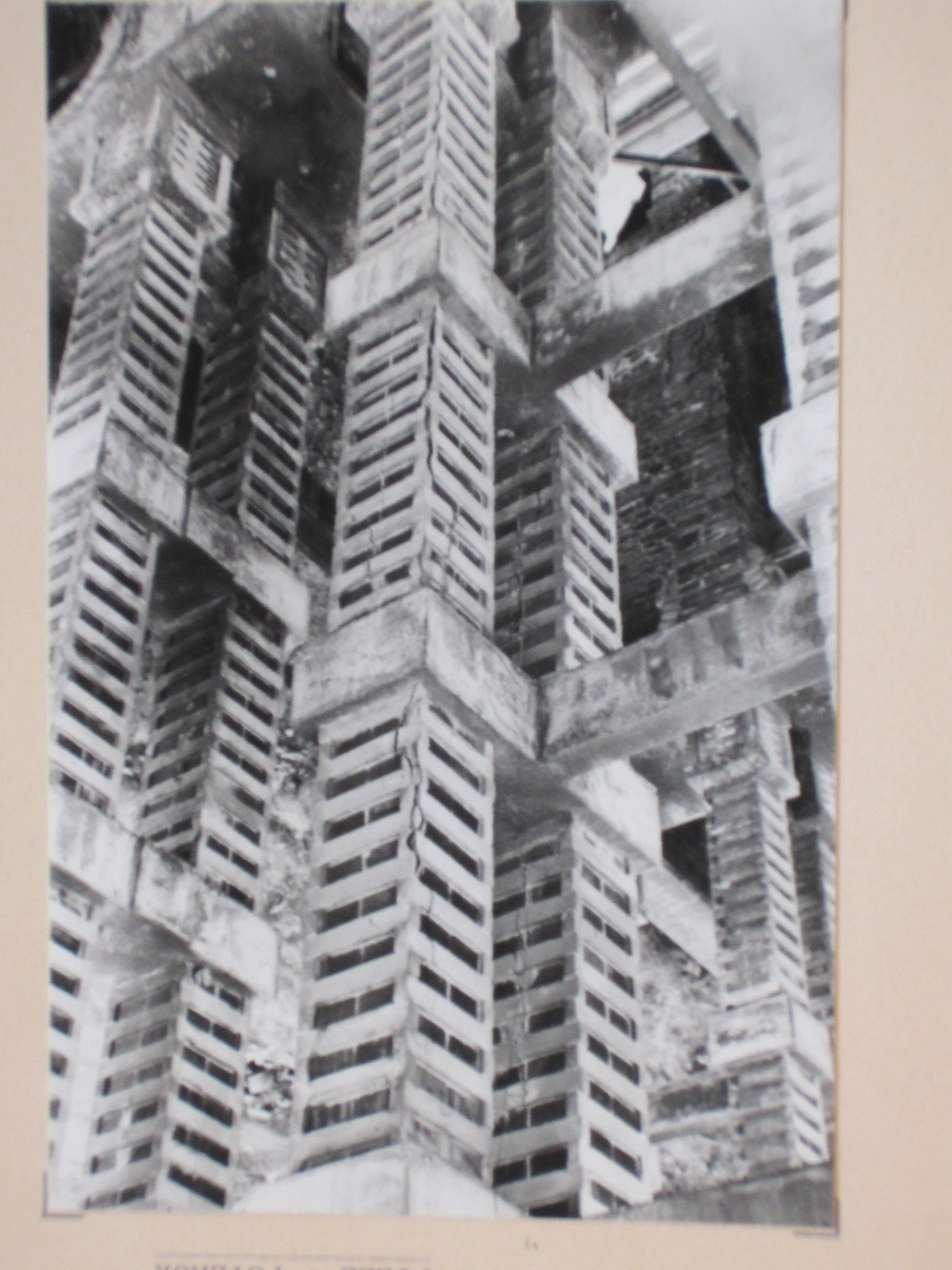
Fissures des pilettes et détail des chevêtres de 1955.

Le 20 juin 1905, le premier train reliant Saint-Brieuc à Plouha et Guingamp emprunte le viaduc de Souzain. 
En 1934, des travaux d’élargissement de 3 m du tablier sont réalisés sur 50 m pour permettre une meilleure circulation routière.
Le 23 novembre 1944, l'autorail De Dion-Bouton OC1 no 16 déraille sur le viaduc de Souzain alors qu'il était en rodage à la suite de la révision d'après-guerre (les autorails n'avaient pas pu circuler pendant la Seconde Guerre mondiale du fait de la pénurie de carburant). Une défaillance des freins était à l'origine de ce déraillement. La vitesse de l'autorail a été évaluée à plus de 120 km/h.
Du 11 au 26 février 1955, des travaux de l'entreprise Coignet, dirigés par le service des ponts et chaussées, ont lieu sur les pilettes : suppression d'entretoises, réalisation de trois étages de chevêtres, réparation des fissures au cement-gun, mise en place d'un chariot de roulement.
Faute d'être rentable, la ligne ferroviaire est définitivement fermée le 31 décembre 1956. Le viaduc de Souzain devient exclusivement routier.

### Détérioration
Le pont est régulièrement inspecté du fait de la détérioration rapide des pilettes. Un rapport du service des Ponts et Chaussées montre que nombre de fissures augmente d’année en année : il est passé de 130 en 1976 à 300 en 1985[réf. nécessaire]. En effet Louis Harel de la Noë était un des pionniers du béton armé, les connaissances sur ce matériau n’étaient alors pas avancées comme aujourd’hui et deux innovations majeures vont lui faire défaut : la vibration du béton découverte en 1927, et la maîtrise de la granulométrie. Son béton trop poreux laisse l'humidité s'infiltrer, l'enrobage des aciers n'étant que de 2 cm, ceux-ci se corrodent et font éclater les pilettes.

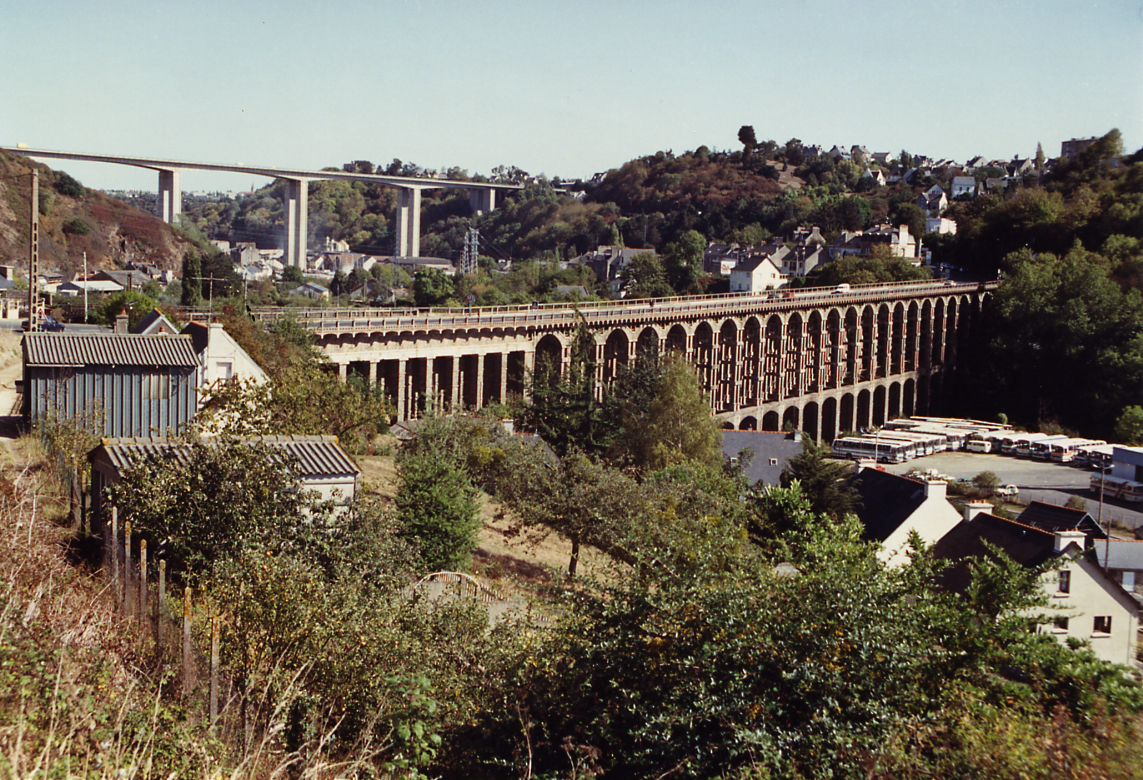
La vallée du Gouët, le viaduc de Souzain et le viaduc du Gouët en arrière-plan

Face à cette menace, l'accès au viaduc est restreint aux véhicules de moins de 2,30 m le 11 septembre 1991, puis est fermé à la circulation le 21 décembre 1992. Dès lors, des procédures sont engagées pour restaurer le viaduc et rétablir les navettes quotidiennes des 8 500 usagers du pont entre Saint-Brieuc et Plérin.  
Le 15 décembre 1992 est passée commande d'une étude de restauration du viaduc financée moitié par la DRAC, moitié par le Département. Le coût de restauration du viaduc est de 60,2 MF. Le 24 novembre 1993, une nouvelle étude de restauration est évaluée à 53,6 MF. La démolition et la reconstruction d'un ouvrage neuf est elle estimée à 35 MF.
Le viaduc fait l'objet d'une inscription au titre des monuments historiques à partir du 21 décembre 1993.

### Tentatives de restauration et destruction
Le 6 juin 1994, le conseil général vote la restauration du viaduc et l'État finance 50 % du surcoût de la restauration par rapport à une reconstruction. Les pilettes seront reconstruites en éléments de deux mètres de hauteur, avec des parements en briques rouges et jaune paille, pour conserver à l'identique l’aspect extérieur. Le Ministère de la Culture autorise parallèlement la démolition d'un élément de culée sur l'ouvrage secondaire pour la réalisation d'une liaison routière provisoire.
Le 14 octobre 1994, le conseil municipal de Plérin s'émeut de la remise en cause de la réhabilitation du pont de Souzain par le Conseil général. Il estime que la voie de dérivation ne peut être qu'un palliatif, compte tenu de sa pente. Il se confirme que, quelques semaines après le vote du 6 juin 1994, le conseil général ne souhaitait plus procéder aux travaux de restauration du viaduc[réf. souhaitée].
Au cours du mois de mai 1995, le chef du service des transports, des routes et du patrimoine (STRP) réunit ses proches collaborateurs. Il décrit dans la presse « ses constatations et le risque de fracture qui résulte de la dégradation accélérée des piles ». Évidemment, la vision des fissures importantes sur les piles crée un vent de panique, accréditant l'idée que le viaduc de Souzain est irréparable. Le président du conseil général et quelques élus se rendent également sur place. Une visite du préfet a ensuite lieu le 15 mai 1995. C'est à cette date que le viaduc est définitivement condamné.
De plus, la DDE écrit au préfet le 17 mai : « L'état actuel de la pile no 8 fait redouter un accident grave à brève échéance ».
Le 19 mai 1995, après lecture du rapport du chef du STRP par le maire de Plérin, le conseil municipal de Plérin demande la démolition du viaduc et sa reconstruction. La liaison routière provisoire passant sous le viaduc est fermée face au risque de sinistre, les riverains sont évacués dans les jours qui suivent.
Le 22 mai 1995, le président du conseil général demande au préfet l'autorisation pour procéder à la démolition du viaduc. Le prologue du Tour de France organisé début juillet à Saint-Brieuc cette année-là va précipiter les événements, la liaison routière étant indispensable à son bon déroulement.

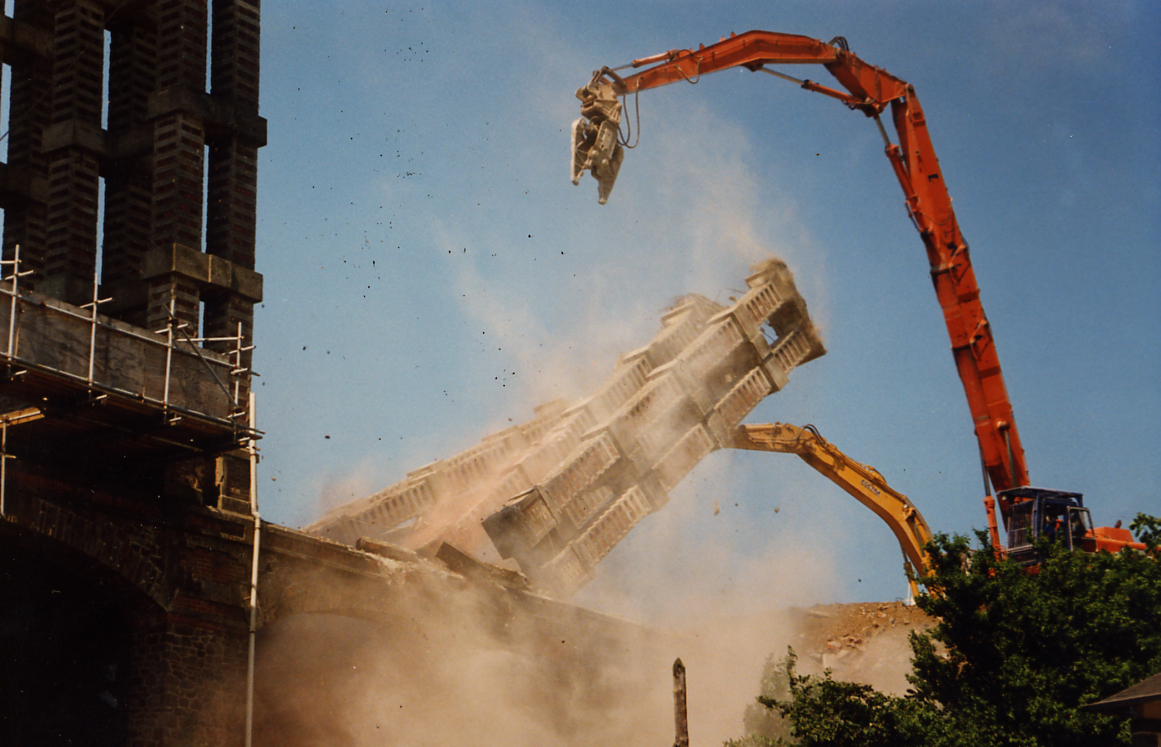
Début de la démolition à la pelle mécanique avant l'arrivée des explosifs

Malgré l'avis défavorable du ministre de la Culture, qui est contre la destruction, le Premier ministre Alain Juppé autorise la destruction du viaduc le 9 juin. Le pont est finalement dynamité le 27 juin 1995 à 16 h.
Devant la volonté politique de mettre un terme à ce viaduc, François Loyer, directeur de recherche au CNRS, prit sa défense : « Sa destruction serait un acte de barbarie culturelle […] Il s'agit en effet du plus ancien des ouvrages d'art construits en béton armé subsistant dans notre pays ».
Le viaduc est radié de l'inscription au titre des monuments historiques par arrêté du 2 mars 2016.

## Vestiges

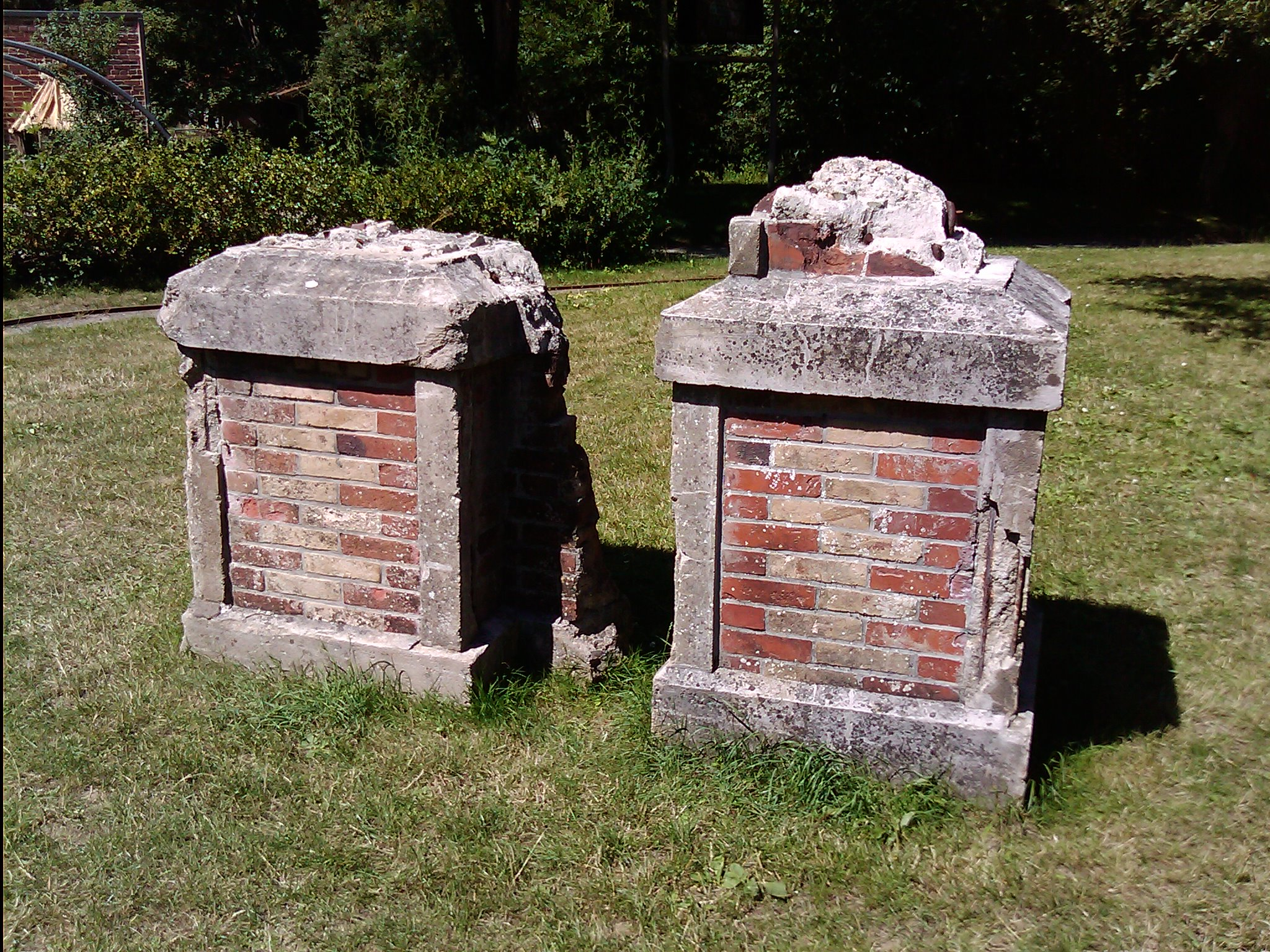
Vestiges du viaduc dans le Parc de Boutdeville

Des piles du viaduc ont été préservées au moment de la démolition par Pierre Gorreguès de l'Association Harel de la Noë. Une est exposée près d'un rond-point de Langueux et la seconde dans le parc de Boutdeville face au musée de la Briqueterie de Saint-Ilan.

### Revues et journaux
- Revue d'histoire du Musée du Petit Train des Côtes-du-Nord, ACFCdN, nos 1-19
- Brochures d'AMENO sur les ouvrages d'art d'Harel de la Noë

### Livres et brochures
- Alain Cornu, Le Petit Train des Côtes-du-Nord, Cénomane, 1987  (ISBN 2-905596-22-8)
- Laurent Goulhen, Le Petit Train de Saint-Brieuc au Phare du Légué, ACFCdN, 1997  (ISBN 2-9511761-0-4)
- Louis Jourdan & Jean-Loïc Heurtier, 20 promenades autour des ponts du Petit-Train, ACFCdN, 1999  (ISBN 2-9511761-1-2)
- Fabien Bonic, Les autorails De Dion-Bouton OC1,  ACFCdN, 2012

### DVD
- Les grands ponts du Petit Train, RS production, 2005
- La grande épopée du Petit Train des Côtes-du-Nord, ACFCdN, 2006
- Harel de la Noë - Le père des ouvrages d'art du chemin de fer des Côtes-du-Nord, RS production, 2007